# Friedrich-Meinecke-Institut
Das Friedrich-Meinecke-Institut (FMI) ist das Institut für Geschichtswissenschaft der Freien Universität Berlin und Teil von deren Fachbereich für Geschichts- und Kulturwissenschaften. Es hat die Erforschung der Geschichte in ihrer ganzen Breite zum Ziel.

## Profil
Im Herbst 1951 wurde das damalige „Seminar für Mittelalterliche und Neuere Geschichte“ nach Friedrich Meinecke umbenannt. Es hat seine Lehr- und Forschungsschwerpunkte in den Bereichen Geschichts- und Kulturwissenschaften. Seit 1998 ist es in einem größeren Büro- und Bibliotheksgebäude in der Koserstraße 20 in Berlin-Dahlem, Stadtbezirk Steglitz-Zehlendorf, untergebracht. 
Geschäftsführender Direktor ist Sebastian Conrad, Stellvertreter ist Thomas Ertl.

## Studiengänge
- Bachelor of Arts in Geschichte
- Master of Arts in Geschichte
- Seit dem Wintersemester 2008/09 bietet das FMI in Kooperation mit dem Zentrum für Zeithistorische Forschung den Masterstudiengang Public History an.[1]
- Seit dem Wintersemester 2012/13 bietet das FMI den Masterstudiengang Global History an.

## Bekannte Dozenten
| - Arnd Bauerkämper - Sebastian Conrad - Thomas Ertl - Stefan Esders - Klaus Geus - Jessica Gienow-Hecht - Michael Goebel - Daniela Hacke - Oliver Janz - Robert Kindler - Daniel Koerfer - Isabella Löhr - Martin Lücke - Paul Nolte - Uwe Puschner - Stefan Rinke - Peter Schöttler - Alexander Schunka - Monika Schuol | - Franz Altheim - Marianne Awerbuch - Gerhard Baader - Ernst Baltrusch - Arnulf Baring - Ludwig Biewer - Gisela Bock - Otto Büsch - Gordon A. Craig - Alexander Demandt - Joachim Ehlers - Kaspar Elm - Michael Erbe - Volker Fadinger - Étienne François - Wolfgang H. Fritze - Reimer Hansen - Gerd Heinrich - Hans Herzfeld - Claudia Jarzebowski - Hartmut Kaelble - Jürgen Kocka - Henning Köhler - Dietrich Kurze - Ralph-Johannes Lilie - Bedřich Loewenstein - Stephan Malinowski - Friedrich Meinecke - Ilja Mieck - Jürgen Miethke - Ernst Nolte - Heinz Quirin - Wolfgang Ribbe - Winfried Schich - Bernhard Schimmelpfennig - Knut Schulz - Hagen Schulze - Peter Spahn - Matthias Thumser - Claudia Ulbrich - Lorenz Weinrich - Wolfgang Wippermann - Klaus Zernack |

## Publikationen
Das Institut gibt mit dem Institut für Geschichtswissenschaften der Humboldt-Universität zu Berlin seit 1980 die Berliner Historische Studien (BHS) heraus. Sie erscheinen im Berliner Verlag Duncker & Humblot.